# Four Wise Men
Four Wise Men è un cortometraggio muto del 1909. Non si conosce il nome del regista né si hanno altri dati sul cast del film prodotto e distribuito dalla Selig.

## Produzione
Il film fu prodotto dalla Selig Polyscope Company.

## Distribuzione
Distribuito dalla Selig Polyscope Company, il film - un cortometraggio di una bobina - uscì nelle sale cinematografiche statunitensi il 25 marzo 1909. Nelle proiezioni, veniva programmato con il sistema dello split reel, accorpato in un'unica bobina con un altro cortometraggio prodotto dalla Selig, la commedia Infant Terrible.